# جین سوک هی
جین سوک هی (انگلیسی: Jin Suk-hee؛ زادهٔ ۹ ژوئیهٔ ۱۹۷۸) بازیکن فوتبال است.
وی همچنین در تیم ملی فوتبال زنان کره جنوبی بازی کرده‌است.